# Altardienst

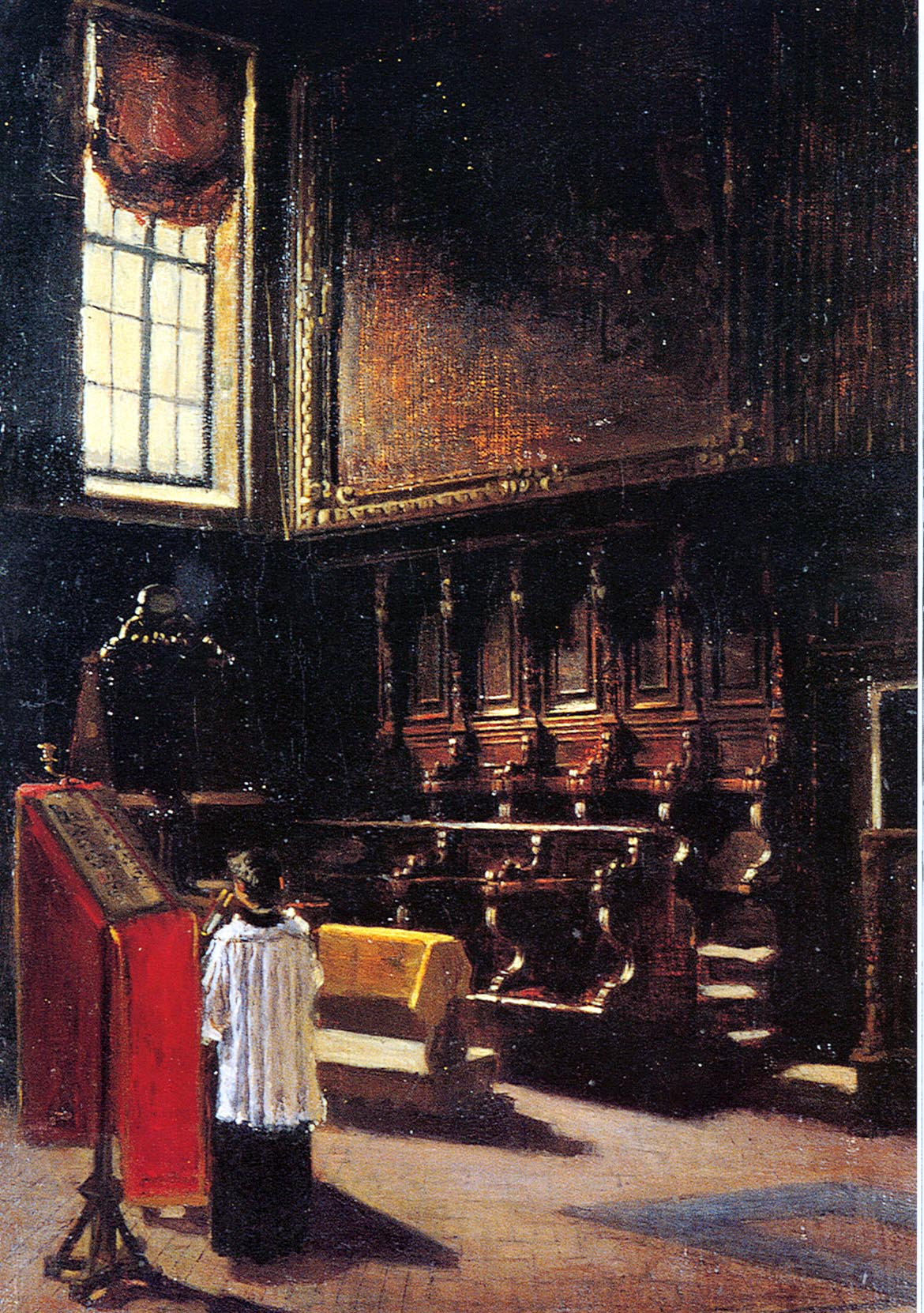
Altardiener

Der Altardienst wird von einem oder mehreren Ministranten versehen, die in der Heiligen Messe  dem Priester und dem Diakon bei der Bereitung des Altars, der Händewaschung und der Purifikation der heiligen Gefäße nach der heiligen Kommunion assistieren. Der Altardiener kann auch bei der Gabenbereitung die Hostienschalen zum Altar bringen. Außerdem läutet er bei der Wandlung die Wandlungsglocken (Altarschellen).
Die Funktion des Altardieners geht auf die Akolythen der frühen Kirche zurück. In der Westkirche ist das Amt des Akolythen seit dem dritten Jahrhundert bezeugt. In der römischen Liturgie half er bei der Vorbereitung des Altars und bei der Austeilung der Kommunion.
Oft tragen die Altardiener auch als Leuchterträger Kerzen (Flambeaux) zum feierlichen Ein- und Auszug und zum Evangelium. Manchmal sind die Altardiener für das Anzünden und Löschen der Altarkerzen vor und nach dem Gottesdienst zuständig.